# Gothic 1 Remake
Gothic 1 Remake — це майбутній ремейк однойменної Action RPG 2001 року. Гра знаходиться в розробці студією Alkimia Interactive.

## Передісторія та розробка
У травні 2019 року австрійський видавець комп'ютерних ігор THQ Nordic придбав німецьку студію розробки Piranha Bytes, яка була автором і правовласником комп'ютерної гри Gothic. Цей тайтл і право власності перейшли до THQ Nordic.
У грудні 2019 року іспанська філія THQ Nordic, THQ Barcelona, випустила демо-версію гри Gothic Playable Teaser і одночасно розпочала опитування громадськості, щоб отримати відгуки від спільноти шанувальників Gothic щодо демоверсії та ідеї ремейку. Реакція на нього була відносно високою: понад 180 000 завантажень демонстрації та понад 30 000 унікальних відгуків. У лютому 2020 року THQ Nordic оголосила про розробку ремейка. За словами видавця, понад 90 % гравців висловилися за його створення. Перед початком розробки, у березні 2021 року, у Барселоні було засновано студію «Alkimia Interactive» спеціально для розробки ремейка Готики. Усім залученим до команди учасникам було рекомендовано пройти оригінальну гру до початку продакшена.
Сама Piranha Bytes (розробник оригінальної Готики) заявила THQ Nordic, що не планує братися за рімейки своїх ігор бо у пріоритеті розробка нових, зокрема серії фантастичних RPG ELEX. За словами Alkimia Interactive для розробки також залучено ШІ. Алгоритм у грі вирішує, які анімаційні послідовності викликаються або слідують одна за одною, щоб рухи персонажа гравця та NPC виглядали реалістично. Алгоритм ШІ використовує 20–30-хвилинні записи захоплення руху як специфікації, які розділено на окремі послідовності та класифіковано. Такий підхід названо магією руху. «Елементи керування та інтерфейс користувача» також є «двома важливими моментами», щоб зробити гру «доступнішою [ніж оригінал]». За словами Рейнхарда Полліса, провідного продюсера Alkimia Interactive, бойова система в римейку заснована на оригіналі, на відміну від ігрового тизера. Крім певної графіки, взятої з ігрового тизера, відбулося «повне перезавантаження» в дизайні гри після відгуків спільноти. Відповідно, система навичок буде «дуже близькою до оригіналу». Злам замків матиме систему, схожу на оригінальну, але дещо змінену. Завдяки розширенню можливостей дизайну та вищому рівню деталізації (у порівнянні з 2001 роком) ігровий світ, заснований на оригіналі, загалом стане на 10–30 % більшим. Але через різне заповнення деякі локації мають різне масштабування у порівнянні з оригіналом. Кілька нових локацій отримають додаткові квести, які базуються на приналежності до фракції.
Головоломки було переглянуто, аби включити «нові взаємодії». «Бійки» оригіналу буде «краще пояснено» в ремейку. У 2023 році в Alkimia Interactive над створенням ремейка працювало близько 45 людей. Студія THQ Gate21, що базується в Сараєво, отримала замовлення на розробку обладунків та NPC. На відміну від попередника, обладунки NPC не будуть виглядати абсолютно однаково, а відрізнятимуться деталями, тож у кожної моделі будуть певні відмінності. У ремейку «герой» (персонаж гравця) може змінювати параметри своїх обладунків за допомогою модифікацій, що також матиме незначний вплив на зовнішній вигляд. У ремейку також розширено систему харчування та приготування їжі. Щоб полегшити та прискорити робочий процес, обличчя NPC створюються за допомогою штучного інтелекту глибокого навчання . Розробка облич NPC була багаторічним процесом, на початку якого обличчя проєктувалися вручну. Щоб уникнути повторюваних облич (як це було в оригіналі) а в грі приблизно 600 NPC, розробники трансформували моделі облич, щоб створити нові.
У результаті принаймні тимчасового закриття Piranha Bytes взимку 2023/2024 співробітники цієї команди приєдналися до студії Alkimia Interactive і, таким чином, до розробки ремейку.

### Рушій і підтримка модів
Гру розроблено на рушії Unreal Engine. Під час розробки Alkimia Interactive перейшла з Unreal 4 на Unreal 5 . На запитання, чи буде підтримка модів для ремейку, студія розробки, до якої увійшли зокрема працівники, що розробляли моди для Gothic I та Gothic II, пояснила, що вони «думають щодо якоїсь мови сценаріїв», оскільки рушій Unreal «не ідеальний для модифікації».

### Саундтрек, діалоги, озвучування та локалізація
Кай Розенкранц, який уже був композитором однойменного оригіналу, (станом на серпень 2022 року) також відповідає за саундтрек ремейку. Розенкранц переосмислює оригінальний саундтрек і додає додаткові музичні фрагменти.
Діалоги буде дубльовано, а також буде додано додаткові, новостворені діалоги. Як і в оригіналі, вибір варіанту діалогу може визначити хід і результат розмови. Гру буде озвучено німецькою, англійською, польською та російською мовами. Під час дубляжу німецького видання Alkimia Interactive за можливості хоче включити акторів озвучення, які були залучені в оригіналі. Також плануються текстові локалізації для французької, італійської, іспанської, японської та корейської мов.

### Маркетинг і реліз
Перший трейлер вийшов у серпні 2022 року Ілюстрації ремейку регулярно публікувались у Steam до січня 2023 року. У лютому 2023 року Alkimia Interactive заявила, що розробка «в середині виробництва і, отже, повністю вписується в графік», але не вказала дату виходу. У березні 2023 року студія назвала 2024 рік «реалістичним терміном випуску». У тому ж місяці видавець THQ Nordic заявив, що «не хоче називати остаточний період випуску». У червні 2023 року THQ Nordic оголосила, що Gothic Remake матиме дуже обмежене фізичне видання для ПК. Другий трейлер було опубліковано у серпні 2023 року У тому ж місяці було оголошено, що гра вийде в другій половині 2024 року